# Hallvar Thoresen
Hallvar Thoresen (* 12. April 1957 in Larvik) ist ein ehemaliger norwegischer Fußballspieler und aktueller Fußballtrainer.

## Spielerkarriere

### Verein
Thoresen wurde beim norwegischen Fußballverein Larvik Turn ausgebildet. Bereits im Alter von 17 Jahren zog es ihn ins Ausland. Im Sommer 1976 verpflichtete ihn der niederländische Klub FC Twente Enschede. Nach Ablauf seiner ersten Saison in der Eredivisie konnte der offensive Mittelfeldspieler den Gewinn des KNVB-Pokals feiern. Nach fünf Jahren wurde Thoresen von Ligakonkurrent PSV Eindhoven abgeworben. Bei der PSV bildete er mit dem 1982 verpflichteten Jurrie Koolhof das Herz der Mannschaft. Zwischen 1986 und 1988 wurde gemeinsam dreimal in Folge die Meisterschaft erspielt sowie 1988 der niederländische Pokal gewonnen. In der Zeit von 1983 bis 1986 wurde Thoresen als Teamkapitän der Mannschaft eingesetzt und war damit tragende Säule. Seinen größten Erfolg mit Eindhoven hatte Thoresen in seiner letzten Saison in den Niederlanden, als der Europapokal der Landesmeister neben Pokal und Meisterschaft gewonnen werden konnte. Im Sommer 1988 kehrte er in die Heimat zum unterklassigen Verein Frigg Oslo FK zurück.
In seiner Karriere spielte Thoresen nie in der Tippeligaen, der höchsten Liga Norwegens.

### Nationalmannschaft
Thoresen gehörte zwischen 1979 und 1989 zum Kader der norwegischen Nationalmannschaft. In zehn Jahren absolvierte er 50 Spiele und konnte neun Tore erzielen.

## Erfolge als Spieler
- KNVB-Pokal mit FC Twente Enschede: 1977
- Niederländischer Meister mit PSV Eindhoven: 1986, 1987, 1988
- KNVB-Pokal mit PSV Eindhoven: 1988
- Europapokal der Landesmeister mit PSV Eindhoven: 1988

## Trainerkarriere
Nach seiner aktiven Karriere wurde Thoresen 1991 Trainer bei Frigg Oslo FK. In den darauffolgenden Jahren betreute er zudem die Mannschaften von Strømsgodset IF, Brann Bergen, Odd Grenland, Lillestrøm SK, das norwegische Olympiateam und Skeid Oslo.

## Privates
Thoresens Vater Gunnar Thoresen war ebenfalls norwegischer Nationalspieler. Im Film Flucht oder Sieg spielte Thoresen 1981 neben Fußballgrößen wie Bobby Moore, Pelé und Osvaldo Ardiles sowie den Schauspielern Michael Caine, Max von Sydow und Sylvester Stallone eine Nebenrolle.